# Theridion punicapunctatum
Theridion punicapunctatum är en spindelart som beskrevs av Arthur Urquhart 1891. Theridion punicapunctatum ingår i släktet Theridion och familjen klotspindlar. Inga underarter finns listade i Catalogue of Life.